# IFoon
iFoon is een Nederlandstalige single van de Belgische rapster Slongs Dievanongs uit 2015. In de videoclip danst Gunter Lamoot als iPhone.
Het nummer kwam binnen in de Vlaamse top 50 op 14 maart 2015 en piekte op een derde plek, het verbleef er 5 weken.
In 2015 nam Kate Ryan - in het kader van het VTM-programma 'Liefde voor muziek' - het nummer onder handen.